# Cerro Paco Keuta
Cerro Paco Keuta är ett berg i Bolivia.   Det ligger i departementet La Paz, i den västra delen av landet, 500 km nordväst om huvudstaden Sucre. Toppen på Cerro Paco Keuta är 4 602 meter över havet.
Terrängen runt Cerro Paco Keuta är lite bergig. Runt Cerro Paco Keuta är det ganska glesbefolkat, med 42 invånare per kvadratkilometer.. Närmaste större samhälle är Peñas, 19,8 km söder om Cerro Paco Keuta. 
Omgivningarna runt Cerro Paco Keuta är i huvudsak ett öppet busklandskap.